# Paralacydes bomfordi
Paralacydes bomfordi är en fjärilsart som beskrevs av Elliot C.G. Pinhey 1968. Paralacydes bomfordi ingår i släktet Paralacydes och familjen björnspinnare. Inga underarter finns listade i Catalogue of Life.